# Jake Johnson
Mark Jake Johnson Weinberger (Evanston, 1978. május 28. –) amerikai színész, humorista és forgatókönyvíró.

## Gyermekkora és családja
Az illinois-i Evanstonban, Chicago északi elővárosában született. Anyja Eve Johnson, festett üvegablakokat készítő művész, apja Ken Weinberger, autókereskedő tulajdonos. 
Anyai nagybátyja, Mark Johnson 1977-ben, 26 éves korában meghalt egy motorkerékpár-balesetben, egy évvel Jake születése előtt. Jake apja askenázi zsidó családból származik, anyja származása angol, ír és lengyel katolikus. Johnson a New Trier középiskolába járt Winnetkában. Szülei kétéves korában elváltak, és őt, valamint idősebb testvéreit, Dant és Rachelt egyedülálló anyjuk nevelte. Johnson ezután anyja vezetéknevét felvette a középiskolában. Johnson 17 éves korában apja felbukkant, és azóta érzelmileg ismét közel kerültek egymáshoz.

## Magánélete
2011-ben feleségül vette Erin Payne művésznőt, akitől 2013-ban ikerlányai születtek. Johnson és Payne 2004 óta vannak együtt.

## Filmográfia

### Film
| Év   | Magyar cím                           | Eredeti cím                         | Szerep                              | Magyar hang         |
| ---- | ------------------------------------ | ----------------------------------- | ----------------------------------- | ------------------- |
| 2007 |                                      | Bunny Whipped                       | kosaras                             |                     |
| 2008 | Piros öv                             | Redbelt                             | férfi ingben                        |                     |
| 2009 |                                      | Paper Heart                         | Nicholas Jasenovec                  |                     |
| 2010 | Felhangolva                          | Get Him to the Greek                | férfi                               |                     |
| 2010 | Mögöttes szándék                     | Ceremony                            | Teddy                               | Bozsó Péter         |
| 2010 |                                      | Spilt Milk                          | Todd                                |                     |
| 2011 | Csak szexre kellesz                  | No Strings Attached                 | Eli                                 | Szabó Máté          |
| 2011 | Kalandférgek karácsonya              | A Very Harold & Kumar 3D Christmas  | Jézus Krisztus                      | Karácsonyi Zoltán   |
| 2012 | Kockázatos túra                      | Safety Not Guaranteed               | Jeff Schwensen                      | Szabó Máté          |
| 2012 | 21 Jump Street – A kopasz osztag     | 21 Jump Street                      | Dadier igazgató                     | Anger Zsolt         |
| 2013 | Ivócimborák                          | Drinking Buddies                    | Luke                                | Kálid Artúr         |
| 2013 | A másik csaj                         | The Pretty One                      | Basel                               | Szabó Máté          |
| 2013 |                                      | Coffee Town                         | Will szobatársa                     |                     |
| 2014 | A Lego-kaland                        | The Lego Movie                      | Barry (hangja)                      |                     |
| 2014 | Rossz szomszédság                    | Neighbors                           | Sebastian Cremmington               |                     |
| 2014 | Kamuzsaruk                           | Let's Be Cops                       | Ryan J. O'Malley                    | Szabó Máté          |
| 2015 | Az eltűnt tűz nyomában               | Digging for Fire                    | Tim                                 | Rajkai Zoltán       |
| 2015 | Jurassic World                       | Jurassic World                      | Lowery Cruthers                     | Rajkai Zoltán       |
| 2016 | Zűrös hétvége                        | Joshy                               | Reggie                              | Szentirmai Zsolt    |
| 2016 | Mike és Dave esküvőhöz csajt keres   | Mike and Dave Need Wedding Dates    | Ronnie                              | Dévai Balázs        |
| 2017 |                                      | Win It All                          | Eddie Garrett                       |                     |
| 2017 | Hupikék törpikék – Az elveszett falu | Smurfs: The Lost Village            | Dulifuli (hangja)                   | Király Attila       |
| 2017 |                                      | Becoming Bond (dokumentumfilm)      | Peregrine Carruthers                |                     |
| 2017 | A múmia                              | The Mummy                           | Chris Vail őrmester                 | Szabó Máté          |
| 2018 | Haverok harca                        | Tag                                 | Randy "Chilli" Cilliano             | Makranczi Zalán     |
| 2018 | Pókember: Irány a Pókverzum!         | Spider-Man: Into the Spider-Verse   | Peter B. Parker / Pókember (hangja) | Nagy Ervin          |
| 2021 |                                      | Ride the Eagle                      | Leif                                |                     |
| 2023 | Veszélyes önállóság                  | Self Reliance                       | Tommy                               | Szabó Máté[forrás?] |
| 2023 | Pókember: A pókverzumon át           | Spider-Man: Across the Spider-Verse | Peter B. Parker / Pókember (hangja) | Nagy Ervin          |
| 2025 |                                      | Wildwood                            | Mr. McKeel (hangja)                 |                     |

### Televízió
| Év        | Magyar cím                    | Eredeti cím                   | Szerep                   | Megjegyzések                                                          |
| --------- | ----------------------------- | ----------------------------- | ------------------------ | --------------------------------------------------------------------- |
| 2007      |                               | Derek and Simon: The Show     | Jake                     | 6 epizód                                                              |
| 2007      | Félig üres                    | Curb Your Enthusiasm          | férfi mobiltelefonon     | 1 epizód                                                              |
| 2007      | Az egység                     | The Unit                      | Martin                   | 1 epizód                                                              |
| 2009      | Hazudj, ha tudsz!             | Lie to Me                     | Howard Crease            | 1 epizód                                                              |
| 2010      | FlashForward – A jövő emlékei | FlashForward                  | Powell                   | 1 epizód                                                              |
| 2011      |                               | Allen Gregory                 | Joel Zadak (hangja)      | 6 epizód                                                              |
| 2011–2018 | Új csaj                       | New Girl                      | Nick Miller              | főszerep (146 epizód)                                                 |
| 2012      |                               | NTSF:SD:SUV::                 | Jorgen                   | 1 epizód                                                              |
| 2013      |                               | Ghost Ghirls                  | Eddie Hanson             | 1 epizód                                                              |
| 2013–2015 |                               | High School USA!              | Mr. Structor (hangja)    | főszereplő                                                            |
| 2013–2019 | Tömény történelem             | Drunk History                 | több szereplő            | 3 epizód                                                              |
| 2015      |                               | Comedy Bang! Bang!            | önmaga                   | 1 epizód                                                              |
| 2015      |                               | No Activity                   | Cutler                   | 1 epizód                                                              |
| 2015–2017 | BoJack Horseman               | BoJack Horseman               | Oxnard (hangja)          | 3 epizód                                                              |
| 2016      | Medvetesók                    | We Bare Bears                 | Dave (hangja)            | 1 epizód                                                              |
| 2016–2019 |                               | Easy                          | Drew                     | 2 epizód                                                              |
| 2017      | Nyomozó elvtárs               | Comrade Detective             | Stan (hangja)            | visszatérő szerep (5 epizód)                                          |
| 2017–2019 |                               | No Activity                   | John Haldeman DEA ügynök | 3 epizód                                                              |
| 2019–2020 | Dex nyomozó                   | Stumptown                     | Grey McConnell           | - főszereplő - magyar hangja: - Szabó Máté                            |
| 2020      |                               | Mythic Quest: Raven's Banquet | Doc Michael              | 1 epizód                                                              |
| 2020      |                               | Hoops                         | Ben Hopkins (hangja)     | - 10 epizód - vezető producer                                         |
| 2022      | Üvöltés                       | Roar                          | Greg                     | 1 epizód                                                              |
| 2022      | Ollie hazatalál               | Lost Ollie                    | Daddy                    | főszereplő                                                            |
| 2022–2023 | Minx                          | Minx                          | Doug Renetti             | - főszereplő és vezető társproducer - magyar hangja: - Schmied Zoltán |
| 2023      | Világtörténelem, 2. rész      | History of the World, Part II | Marco Polo               | 1 epizód                                                              |

### Videójátékok
| Év   | Cím                 | Szerep                   |
| ---- | ------------------- | ------------------------ |
| 2015 | Lego Jurassic World | Lowery Cruthers (hangja) |
| 2015 | Lego Dimensions     | Lowery Cruthers (hangja) |

## Fordítás
- Ez a szócikk részben vagy egészben  a   Jake Johnson című angol Wikipédia-szócikk ezen változatának fordításán alapul.  Az eredeti cikk szerkesztőit annak laptörténete sorolja fel. Ez a jelzés csupán a megfogalmazás eredetét és a szerzői jogokat jelzi, nem szolgál a cikkben szereplő információk forrásmegjelöléseként.